# Comté de Harding (Nouveau-Mexique)
Pour les articles homonymes, voir Comté de Harding.
Le comté de Harding est l’un des 33 comtés de l’État du Nouveau-Mexique, aux États-Unis. Il a été fondé le 4 mars 1921, le jour de l’entrée en fonctions de Warren Gamaliel Harding, vingt-neuvième président du pays. Avec 657 habitants, c’est le comté le moins peuplé de l’État.
Son siège est Mosquero.

## Comtés adjacents
- Comté de Union, Nouveau-Mexique (nord, nord-est)
- Comté de Quay, Nouveau-Mexique (sud-est)
- Comté de San Miguel, Nouveau-Mexique (sud)
- Comté de Mora, Nouveau-Mexique (ouest)
- Comté de Colfax, Nouveau-Mexique (nord-ouest)